# شورش بابیان زنجان

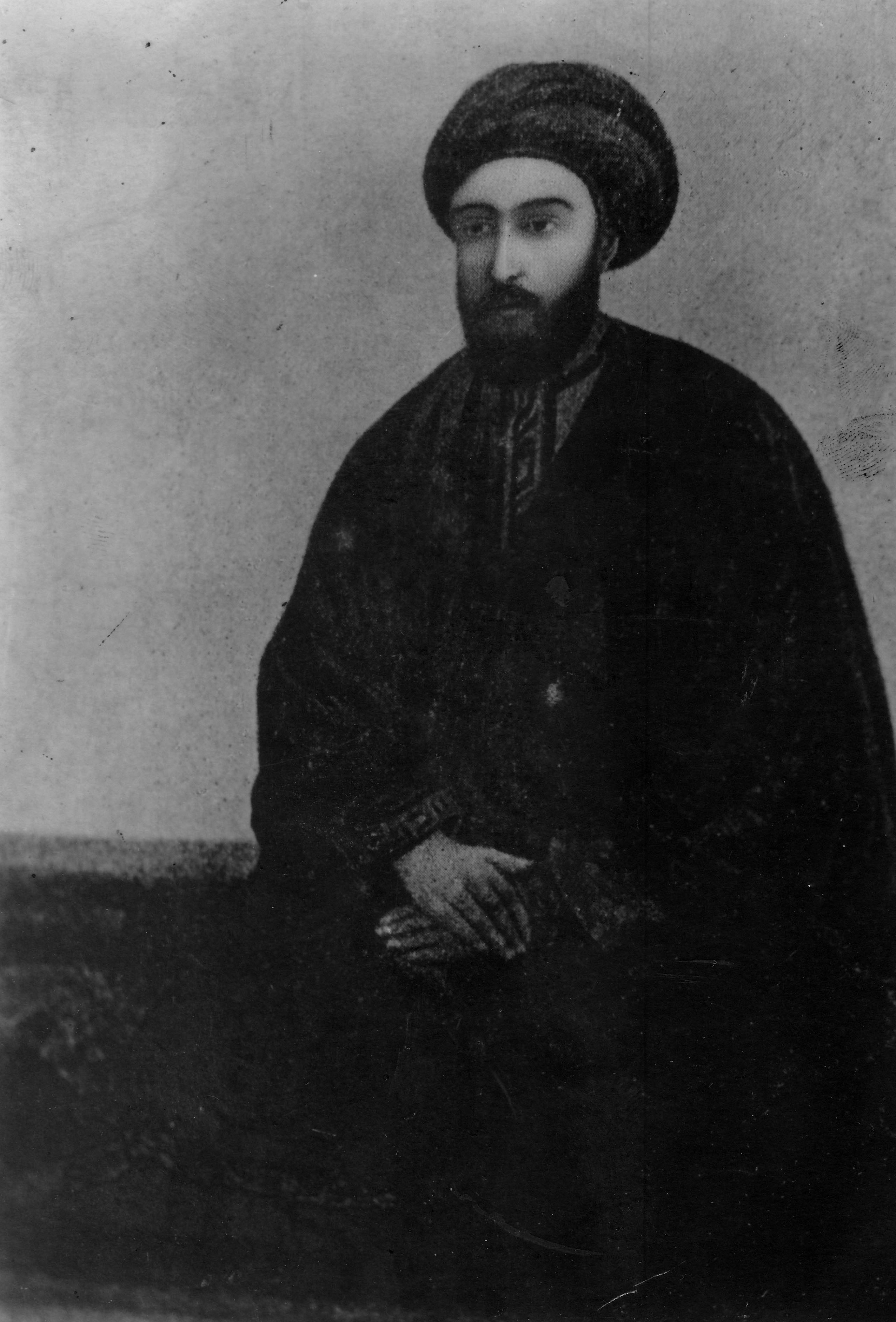
سید علی‌محمد شیرازی مشهور به باب

پس از جنگ قلعه طبرسی، قیامی به رهبری ملا محمدعلی زنجانی ملقب به حجت در زنجان شکل گرفت. وی هزاران نفر از پیروان خود را به آیین جدید دراورد. درگیری‌ای بین جمعیت بابی و غیر بابی شهر ایجاد شد و در نتیجه حاکم شهر، شهر را به دو قسمت بابی و غیر بابی تقسیم کرد. بین دو گروه جنگ درگرفت، حاکم شهر نیروهای مسلح متعددی به کار گرفت، و محله بابیان به مدت تقریباً ۹ ماه محاصره شد که طی آن مدافعان بابی با تجهیزات ناچیز محاصره کنندگان مسلح را متوقف کردند و بسیاری را کشتند. بسیاری از بابیان در طول مبارزه کشته شدند و بیشتر بازماندگانی که تا آخر جنگیدند، قتل‌عام شدند. بابیان، مطابق با قوانین شیعه، معتقد بودند که وقتی امام در جهان است، فقط او می‌تواند حکم جهاد صادر کند. آنها مجاز بودند که برای دفاع از خود وارد جنگ شوند، اما حمله بدون دستور صریح امام - یعنی خود باب - قابل پذیرش نبود. از همان روزهای آغازین جنبش، بابی‌ها انتظار داشتند که چنین دستوری صادر شود. قرار بود امام زمان علیه دشمنان خود بجنگد و آن‌ها را شکست دهد و بابیان انتظار داشتند که برای پاکسازی جهان از شر و کفر به این جهاد بپیوندند. بابی‌های زنجان آماده بودند، اما دستور هرگز صادر نشد - در حقیقت، گفته می‌شود که باب وقتی سه سال پیش از آن از زنجان در مسیر تبعید و زندانی شدن در آذربایجان می‌گذشت حجت را از هرگونه اقدامی مبنی بر به کار بردن زور و خشونت منع کرده بود. تواریخ بابی نیز بر سر این مسئله توافق دارند که بابیان زنجان اعلام جهاد نکردند بلکه صرفاً از خود دفاع کردند. با در نظر داشتن عدم دستور جهاد از سوی باب، اهداف جنگ بابیان صرفاً در جهت دفاع از خود بود و وقتی که موفق به دفاع از خود نمی‌شدند با تأسی از امام حسین و یارانش برای دفاع از حقیقت دیانتشان با طیب خاطر جان می‌دادند. هدف دولت از جنگ امّا عملی‌تر بود: از بین بردن احتمال حمله نظامی بابیان به جاده حیاتی (تهران-تبریز). بابیان امکان رسیدن به توافقی قابل قبول با دولت را نداشتند جنگیدند تا اینکه فقط حدود صد نفر از مبارزان آن‌ها برای تسلیم باقی ماندند. دولت تقریباً موفق به نابودی کامل جامعه بابی زنجان شد. جامعه فعال بابی بعد از اینکه فرزندان بازماندگان درگیری در زنجان بزرگ شدند، دوباره احیاء شد.

## نگرش بابیان
مسیو نیکلا، منشی اول سفارت فرانسه در ایران، در این خصوص می‌نویسد: مسلمانان یک‌نفر بابی را موسوم به شیخ علی دستگیر کردند و پس از آزار و اذیت بسیاری به دارالحکومه بردند. امام جمعه در آنجا حاضر بود به محض مشاهده از فرط خشم قلم‌تراش را از قلمدان بیرون آورده در چند جای شکم او فرو برد و او را کشت. علما نامه‌هایی به شاه نوشتند و مراتب وحشت و بلاتکلیفی خود را به عرض شاه رساندند. شاه که از جنگ مازندران تازه خلاص شده بود با اصرار صدراعظم و اعلان جهاد ملاها حکم کرد که تمام بابی‌ها را بکشند و اموالشان را غارت کنند. روز جمعه جارچیان به بازار آمدند و فریاد برآوردند: «ای مسلمانان حکم علما و اعلیحضرت است هرکس می‌خواهد دارائی و عیال و اولاد و خیالش محفوظ بماند باید بلافاصله از بابیان جدا شده در طرف مغرب شهر منزل کند. پس از دو یا سه روز دیگر نیروهای دولتی خواهند رسید و تمام کفار را به قتل خواهند رساند.» بابی‌ها نیز در عوض خود را آماده دفاع می‌کردند لیکن حجت زنجانی به همه اعلام می‌نمود که در این جنگ نیز مانند جنگ قلعه طبرسی همه شهید خواهند شد و طرفداران را تشویق به ترک صحنه جنگ و عزیمت به دیگر طرف شهر می‌نمود. بلافاصله سنگرها ساخته شد. سید علی خان رئیس نیروی دولتی به اردوگاه بابیان رفت و پنج ساعت با حجت مذاکره کرد و در نهایت خود نیز به باب ایمان آورد. شاه دستور توقیف وی را داد و محمد خان امیر تومان را معین کرد و هفت فوج سرباز بطرف زنجان فرستاد. در عوض بابی‌ها ارک علی مراد خان را تصرف و آذوقه و اسلحه انباشتند و جنگ رسماً آغاز شد.
شجاعت بابی‌ها منجر به ضعف نیروهای زیاد مسلمان شده بود. به همین دلیل آن‌ها نامه و قرآنی که در آن تعهد به حفظ جان ایشان شده بود به همراه چندتن بابی اسیر شده به اردوی بابی‌ها فرستادند. بابی‌ها قرآن را نزد حجت زنجانی فرستادند. حجت به ایشان گفت: «که قسم آن‌ها را باور نکنید که مانند همان مکری است که در مازندران به عمل آوردند». ولی برای اینکه حیات جنگجویان شجاع را به خطر نیندازد، وکلایی به همراه پیرمردان و اطفالی انتخاب و به همراه همان قرآن، به اردوی دولتی فرستاد. امیر، ریش مشهدی اسماعیل قزوینی که پیرمردی بود را مقراض نمود و مابقی جماعت را لخت نموده بدن ایشان را شیره مالید و در وسط آفتاب تسلیم زنبوران نمود و چون شب شد همه را کشت.
شاه فرخ خان را به جای صدرالدوله منصوب کرد ولی وی نیز بدست بابی‌ها کشته شد. شاه شش توپ دوازده و هجده لیوری را به زنجان فرستاد. لشکریان متعدد از چهار سمت به بابیان تاختند ولی سودی نبردند. در این زمان خبر اعدام سیدعلی محمد باب در تبریز به گوش ایشان رسید و در آن‌ها حرارت تصور ناپذیری را ایجاد نمود.
درصفحه ۳۲۶ کتاب تاریخ ایران از زمان باستان تا امروز تعداد نیروهایی را که با توپخانه به زنجان اعزام گردیده بودند را سی هزار تن ذکر نموده است.
ادوارد براون در خصوص این قیام می‌نویسد:
آرامش موقت که پس از سرکوب شورش مازندران ایجاد شده بود، بزودی توسط نزاعی مشابه در زنجان در شمال غرب ایران شکسته شد. وقوع نزاع از جهاتی خیلی شبیه قبل است. همان شجاعت سرکوب ناپذیر و از جان گذشته از سمت بابی‌ها و همان بی دقتی، بزدلی و سوءمدیریت از سمت محاصره‌کننده‌ها. اما خیلی زود همچون جنگ قلعه طبرسی حمله غافلگیرانه، قحطی را برای محاصره شوندگان به دنبال می‌آورد. سپس همان وعده‌های خائنانه از راه می‌رسند و به تسلیم منتهی می‌شوند و مانند گذشته با قتل و عام نابکارانه بابی‌های اعتمادکننده همراه است. این تابستان ۱۸۵۰ با سایر وقایعی که مصیبت بارند مشخص شد.
میرزا ابوالقاسم موسوی زنجانی (۱۲۲۴–۱۲۹۲) روحانی شیعه و از علمای بزرگ عصر قاجار در روزگار ناصرالدین شاه بود. او در زنجان متولد شد. جد اعلای او میر محسن موسوی (متوفی ۱۱۴۸ هجری قمری) مرجع کل در زمان شاه سلطان حسین و شاه طهماسب دوم بود. میرزا ابوالقاسم در قزوین و اصفهان تحصیل کرده بود و از شاگردان سید محمدباقر شفتی به‌شمار می‌آمد. او در سرکوب قیام بابیان زنجان نقش داشت و فتوای قتل ملا محمدعلی زنجانی را صادر کرد. او در سال ۱۲۹۲ درگذشت.
او همچنین مؤلف تعدادی کتاب و رساله در زمینه‌های فقه و ریاضی و طب است.

## حضور زنان در قیام زنجان
1. از ویژگی‌های قیام بابیان زنجان، دوشادوشی زنان و مردان در جنگ است. مؤلف فلسفه نیکو به نقل از ناسخ التواریخ می‌نویسد: چنانچه صاحب ناسخ التواریخ اقرار می‌کند و می‌گوید: مسموع شد دخترکی که بسال افزون از پانزده و شانزده نبود، در چند سنگر زحمت لشکر می‌برد و تفنگهای ایشان را با سرب و باروت انباشته می‌ساخت و بدیشان می‌سپرد.[۱] یکی از این بانوان زینب بود که با لباس مردانه به جنگ وارد شد و نام وی را رستم علی گذاردند. شجاعت‌های رستم علی در جنگ و تعقیب دشمنان بود که رفقایش وی را صدا کردند و ناگهان از هر طرف به سمت وی شلیک شد و دختر جوان با جراحات زیادی جان سپرد.[۹] ادوارد براون در همین خصوص می‌گوید: زنان بابی گیسوان بلندشان را بریده و بدور سلاحشان که بخاطر شلیک مداوم ترک خورده و دهانه باز کرده بود می‌بستند و به‌طور مداوم در استحکامات، شوهران و برادرانشان را تشویق می‌کردند.[۶]

رابرت گرانت واتسن نیز زنان بابی زنجان را اینچنین ستوده است:
در شجاعت زنهای ایشان اذعان نمود بهمان اندازه که رشادت زنهای ساراگوسا(saragossa) قابل ستایش است بهمان اندازه شجاعت زنان بابی زنجان را باید ستود و آنچه مسلم است نسبت به رشادت زنجانیها که از خود نشان دادند جای تردید نیست. بانوان زنجانی در مصیبت جگر گوشگان خود اشک عزا نریختند. اما در مقابل دفاع از موقعیت نامناسب و انتقام خون عزیزان خود دلیرانه کوشیدند.